# بانوماهی‌سران
بانوماهی‌سران (نام علمی: Elopocephala) نام یک هم‌زادان از فرورده پیوسته‌استخوانان است.